# 菜子乡
菜子乡，是中华人民共和国四川省凉山彝族自治州普格县曾经下辖的一个乡。2021年1月12日，撤销菜子乡，卫星村、前进村、团结村、钢铁村1组所属行政区域为夹铁镇的行政区域；先锋村、钢铁村2至5组所属行政区域划归特兹乡管辖。

## 行政区划
菜子乡撤销前下辖以下地区：
卫星村、前进村、钢铁村、团结村和先锋村。